# Batalha de Nablus (1918)
A Batalha de Nablus teve lugar, juntamente com a Batalha de Sarom, durante a batalha principal em Megido, entre 19 e 25 de setembro de 1918, nos meses finais da Campanha do Sinai e da Palestina da Primeira Guerra Mundial. O combate teve lugar nas Montanhas da Judeia onde o XX Corpo Império Britânico atacou o Sétimo Exército otomano dos Grupo de Exércitos Yıldırım, que defendia a sua linha à frente de Nablus. Esta batalha também teve lugar no lado direito do vale do Jordão, onde a Força de Chaytor atacou e capturou as principais travessias do rio Jordão, antes de atacar o Quarto Exército otomano em Es Salt e Amã, fazendo milhares de prisioneiros e conquistando uma vasta área de território. A Batalha de Nablus começou meio dia depois da batalha principal em Sarom, realizada no zona do Mar Mediterrâneo da linha da frente, onde o XXI Corpo britânico atacou o Oitavo Exército otomano que defendia a linha frontal das batalhas de Tulcarém e de Tabsor, e do Corpo Montado do Deserto o qual partiu para norte para capturar a Planície Esdrealon. Juntas, estas duas batalhas, conhecidas como a Batalha de Megido, deram início à Ofensiva Final da guerra na Campanha do Sinai e na Palestina.
Na tarde de 19 de setembro, ficou claro que os ataques do XXI Corpo na Batalha de Sarom, tinham sido bem-sucedidos, e o XX Corpo recebeu ordens para dar início à Batalha de Nablus atacando a bem defendida linha da frente otomana, apoiado por bombardeamentos de barragem. Os ataques continuaram pela noite e dia seguinte, até às primeiras horas do dia 21 de setembro quando, o bem-sucedido ataque de flanco do XXI Corpo, combinado pelo assalto do XX Corpo, e bombardeamento aéreo, forçou os Sétimo e Oitavo Exércitos a desistir do combate. O Sétimo Exército retirou para a zona de Nablus, pela estrada de Wadi el Fara até ao rio Jordão, esperando atravessar a ponte Jisr ed Damieh, deixando uma força de retaguarda para defender Nablus. A cidade foi capturada pelos XX Corpo e 5.ª Brigada de Cavalaria Ligeira, enquanto era realizado um forte bombardeamento aéreo da estrada de Wadi el Fara, que bloqueou aquela linha de retirada. Como todos os objetivos tinham sido atingidos, os ataques do XX Corpo terminaram, e capturaram milhares de prisioneiros na região de Nablus e Balata.
Na defesa do flanco direito, e acessório à batalha de Nablus, tem início o terceiro ataque transjordano em 22 de setembro quando a força de Meldrum, uma secção da Força de Chaytor, capturou a 53.ª Divisão otomana na via de Wadi el Fara, que fugia de Nablus para a ponte em Jisr ed Damieh, sobre o rio Jordão. Outras secções em retirada do Sétimo Exército também foram atacadas e capturadas, durante a subsequente batalha pela ponte, cortando esta linha principal de retirada otomana para leste. Quando o Quarto Exército deu início à sua retirada, a Força de Chaytor, apoiada por patrulhas de reconhecimento e aeronaves, avançou desde Jisr ed Damieh para leste, para capturar Es Salt em 23 de setembro. Esta força continuou o seu avanço em direção a leste para capturar Amã a 25 de setembro, depois de ter derrotado uma forte retaguarda do Quarto Exército ali. A secção sul de Hedjaz do Quarto Exército, foi capturada a sul de Amã, em Ziza, em 29 de setembro, pondo fim às operações militares naquela área.
Depois da vitória em Megido, a ofensiva final continuou quando Damasco foi capturada em 1 de outubro, depois de vários dias de perseguição pelo Corpo do Deserto Montado. Uma outra perseguição resultou na ocupação de Homs. A 26 de outubro, o ataque em Haritan, a norte de Alepo, estava a decorrer quando o Armistício de Mudros foi assinado entre os  Aliados e o Império Otomano, terminando com a Campanha do Sinai e da Palestina.